# Skalskie (dolina)
Skalskie – dolina w północnych stokach Małych Pienin. Jej dnem płynie Skalski Potok uchodzący w Jaworkach do Grajcarka. Miejscami dolina ma charakter wąwozu. W środkowej części, pomiędzy zboczami wzniesień Skalskiego, Góry Repowej i Pawłowskiej Góry dolina jest porośnięta lasem. W pobliżu dolnej granicy lasu Skalski Potok tworzy przełom, po obu jego stronach znajdują się dwie duże skały; Czerwona Skała i Dziurawa Skała. W dolinie znajduje się więcej jeszcze inne skały: Podyrgałyłska Skała (w lesie powyżej Dziurawej Skały), Mokra Skała, ostra igła skalna zwana Mizinką i duże Dziobakowe Skały w zachodnich zboczach Repowej. W części doliny o największych walorach przyrodniczych i krajobrazowych znajduje się rezerwat przyrody Zaskalskie-Bodnarówka (zwiedzanie wymaga zgody nadleśnictwa w Krościenku). Na wapiennych skałach, w niedostępnych dla ludzi miejscach zachowały się fragmenty pierwotnej roślinności. W lesie ciekawa fauna ptaków.
Skalskie znajduje się w miejscowości Jaworki w województwie małopolskim, w powiecie nowotarskim, w gminie miejsko-wiejskiej Szczawnica. Dawniej w górnej części doliny istniały osiedla i pola uprawne Łemków z nieistniejącej już wsi Biała Woda. Obecnie są to polany Skalskie i Zaskalskie. Ostały się jeszcze resztki jednej łemkowskiej chyżki (domu). Na polanach tych wypasają gazdowie z Podhala. Również poniżej ujścia potoku Spadnik, u podnóża Dziobakowych Skał istniała dawniej Dziobakowa Polana, obecnie prawie całkowicie zarośnięta lasem.

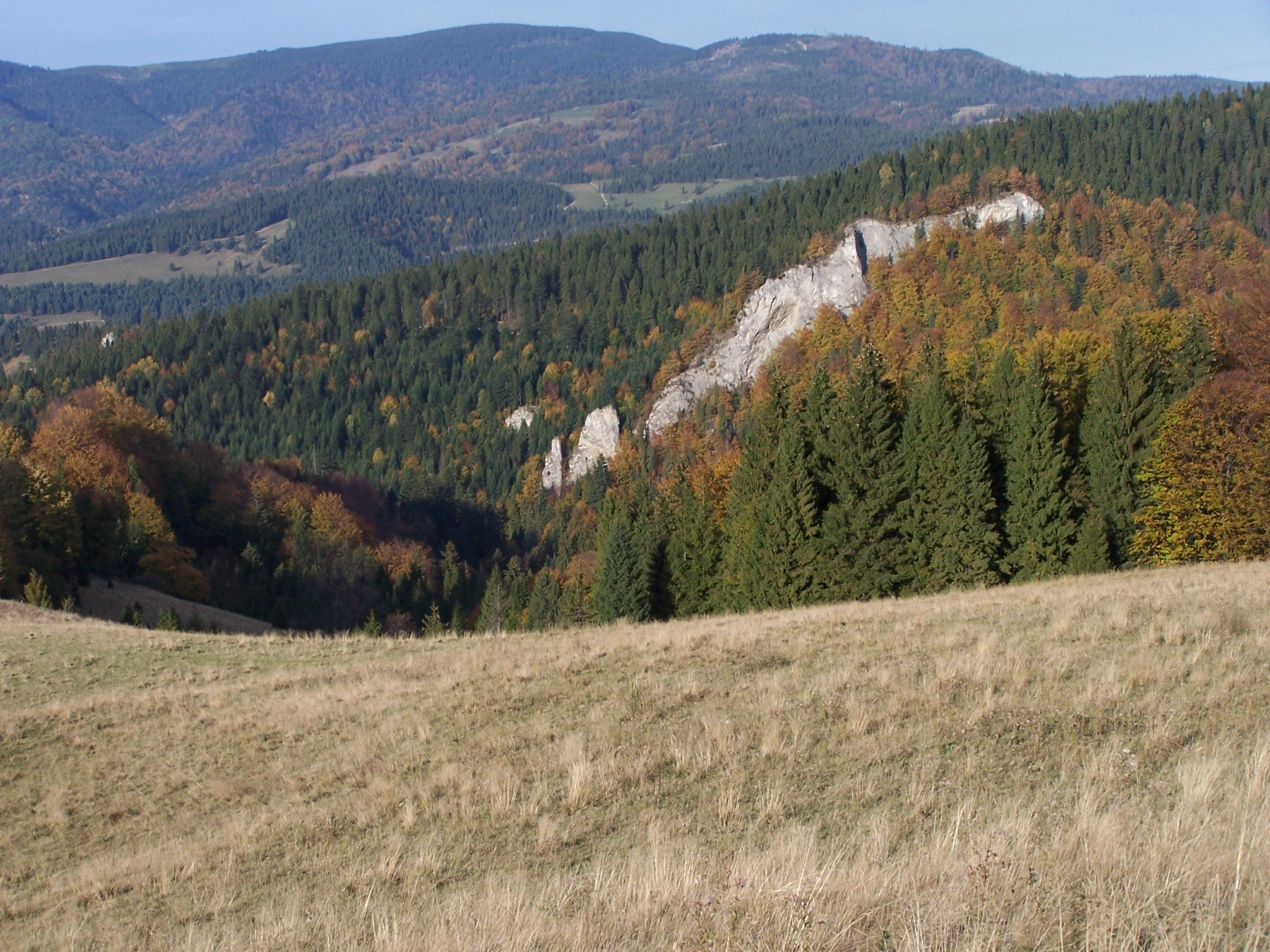
Dolina Skalskie, po prawej stronie Dziobakowe Skały. Na pierwszym planie Bosiłskie Ubocze
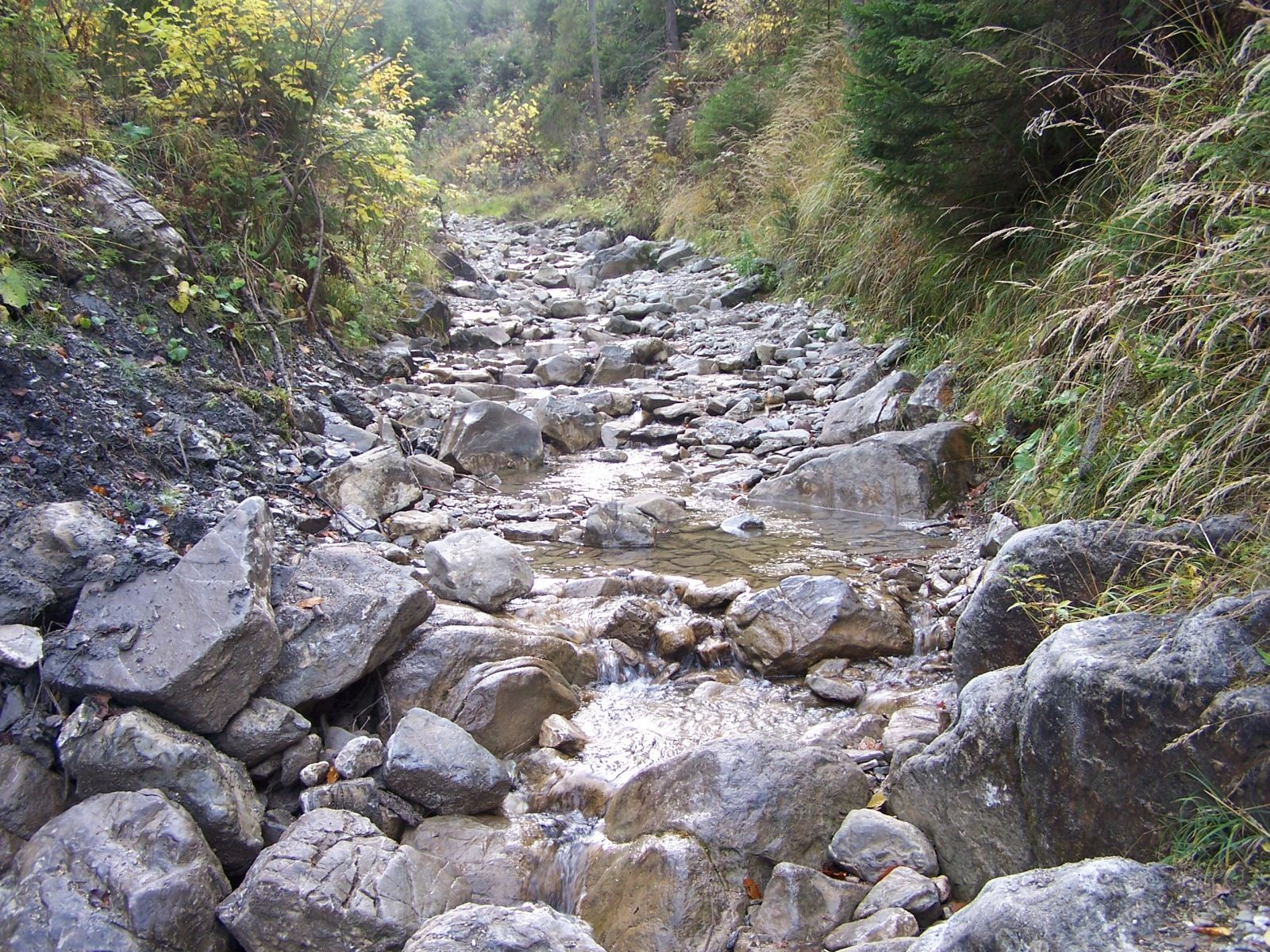
Skalski Potok
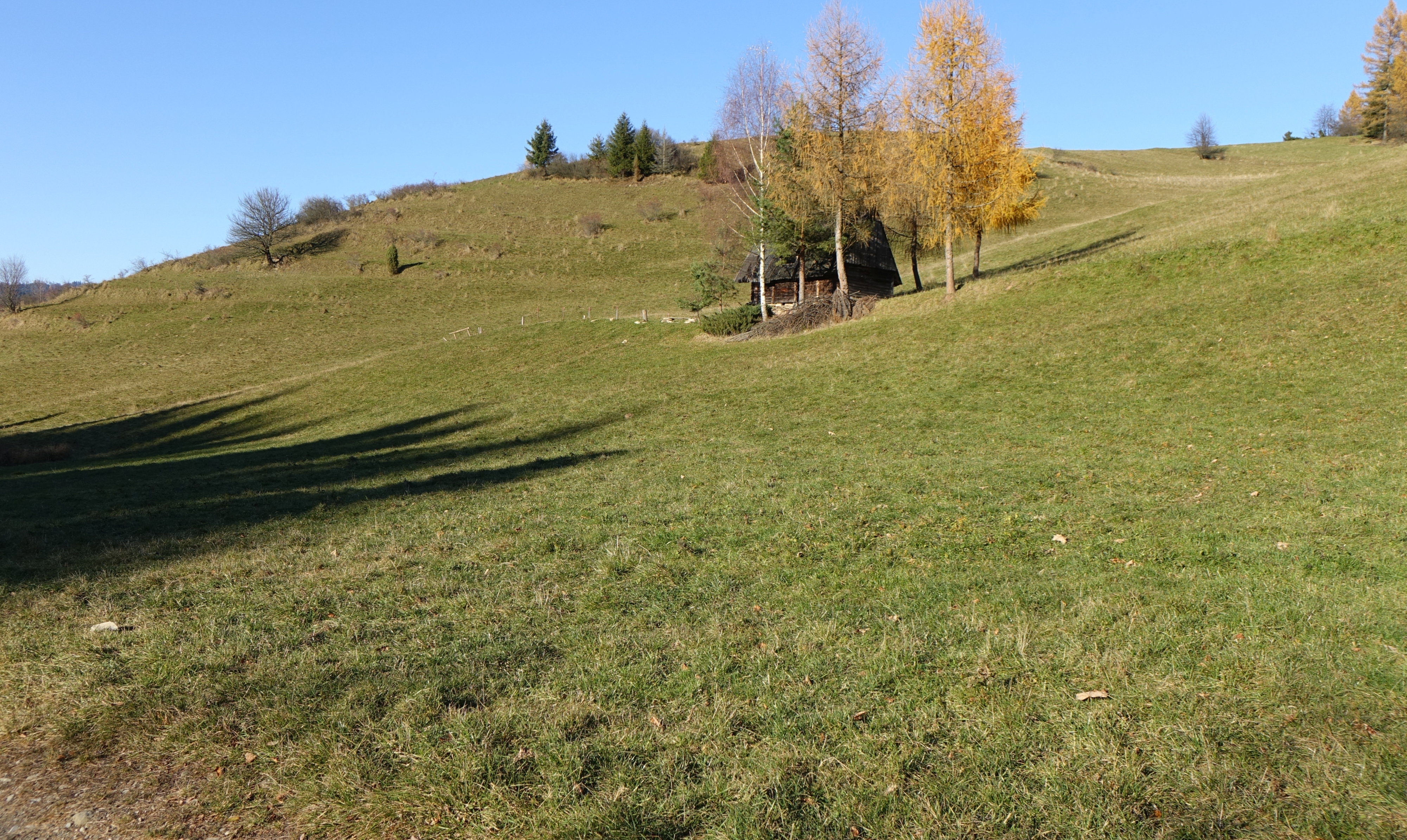
Bereśnik
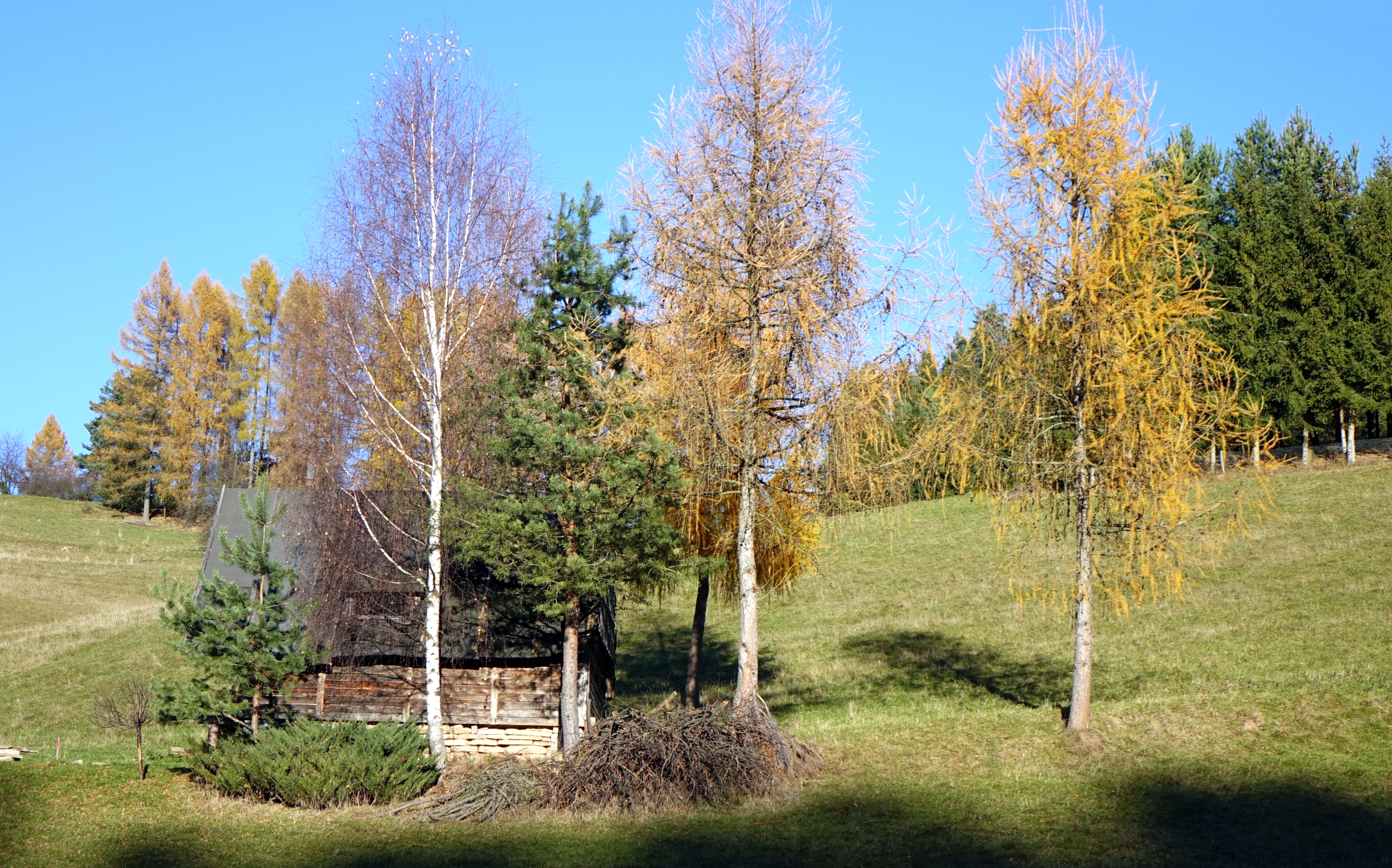
Szałas w dolinie Skalskie